# Yamboon
De yamboon (Pachyrhizus erosus) is een snel groeiende, 3-5 m hoge klimplant uit de vlinderbloemenfamilie. De plant heeft knolraapachtige, 5-15 cm grote, breed-eivormige, tot 3 kg zware, lichtbruine wortelstokken. De bladeren zijn ongedeeld of drielobbig. De omtrek van de bladschijf is rombisch of niervormig, tot 14 cm lang en heeft een gezaagde bladrand.
De bloemen groeien in rechtopstaande, tot 60 cm lange trossen. De solitaire bloemen zijn vlindervormig, circa 2,5 cm groot en blauwachtig violet van kleur. De vruchten zijn 7-14 cm lange, tot 2 cm dikke, fijn behaarde peulvruchten.

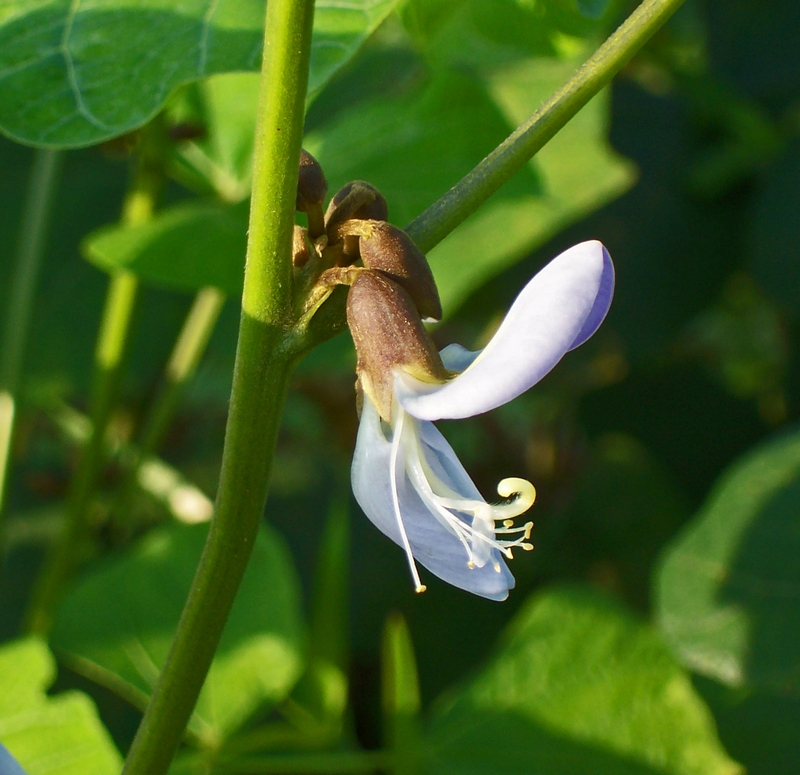
Bloem

De wortelknollen worden gekookt gegeten als groente of rauw in salades verwerkt. Het vlees is wit en heeft een zoetige smaak. De knollen bevatten 10% zetmeel en 5% proteïne. In Thailand worden de knollen gegeten met vermalen cayennepeper, suiker en zout ('phrik ka kriea'). De onrijpe peulvruchten kunnen ook als groente worden gegeten.
De yamboon komt van nature voor in Midden- en Zuid-Amerika. De plant wordt wereldwijd in de tropen gekweekt. 